# Keramoti
Keramoti (griechisch Κεραμωτή (f. sg.)) ist eine Kleinstadt der Gemeinde Nestos in der griechischen Region Ostmakedonien und Thrakien. Die Hafenstadt bildet gemeinsam mit den Dörfern Chaidefto und Monastiraki den gleichnamigen Stadtbezirk mit 2056 Einwohnern.
Keramoti liegt etwa 10 km südöstlich des internationalen Flughafens von Kavala. Vom Fährhafen existieren regelmäßige Verbindungen zur südlich gelegenen Insel Thasos.